# Presa de les Tres Gorges
La presa de les Tres Gorges és una presa hidroelèctrica amb l'embassament a la vall del riu Iang-Tsé, a la ciutat de Sandouping, ubicada en el districte de Yiling, Yichang, província de Hubei, a la Xina. Aquesta presa conté la central de producció d'energia elèctrica més gran del món en termes de capacitat instal·lada (22.500 MW) i en generació anual d'energia, generant 83,7 TWh el 2013 i 98,8 TWh en 2014, mentre que la generació anual d'energia de la presa d'Itaipú del Brasil i Paraguai va ser de 98,6 TWh el 2013 i 87,8 en 2014.
Amb l'excepció d'un elevador de vaixells, la presa, acabada, va entrar en funcionament el 4 de juliol de 2012, quan l'última de les principals turbines de la planta subterrània va iniciar la producció. Cada turbina principal té una capacitat de 700 MW. El cos de la presa es va acabar en el 2006. Amb 32 turbines principals i dos generadors més petits (50 MW cadascun) per alimentar la planta, la capacitat de generació elèctrica total de la presa és de 22.500 MW.
A més de la producció d'electricitat, la presa va permetre augmentar la capacitat de navegació del riu Iang-Tsé i reduir el risc d'inundacions i de sequera en el curs més avall. El govern xinès considera que el projecte d'enginyeria és històric i ha generat una gran prosperitat social i econòmica, sobretot pel que fa al disseny de les grans turbines, i perquè permet reduir les emissions de gas amb efecte d'hivernacle. Els efectes negatius de la infraestructura han estat la inundació de zones arqueològiques i culturals, el desplaçament d'1,24 milions de persones, i la irrupció de canvis ecològics significatius, així com l'increment del risc d'esllavissades. La presa ha estat un tema de controvèrsia tant a escala nacional com a l'estranger.

## Història

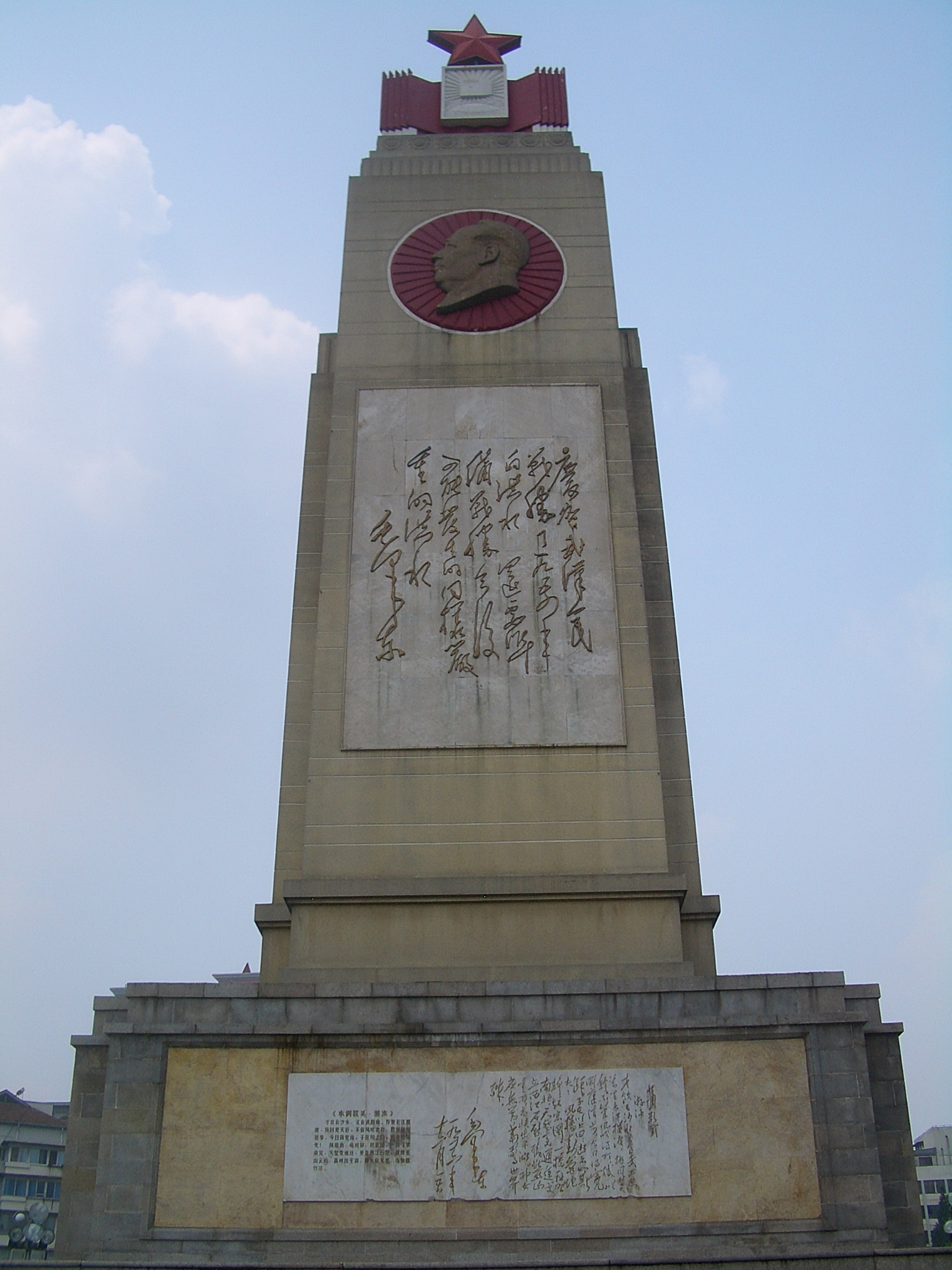
Poema "Nedant" (1956), gravat al monument memorial de la inundació de 1954 a Wuhan, Mao Zedong imagina les "parets de pedra" erigint-se aigües amunt.

La idea d'una gran presa sobre el riu Iang-Tsé va ser concebuda originalment per Sun Yat-sen en el seu llibre Desenvolupament internacional de la Xina, del 1919. Sun Yat-sen postulava que es podia fer un dic capaç de generar 30 milions de cavalls de força (22 GW) a les Tres Gorges. El govern nacionalista xinès liderat per Chiang Kai-shek va iniciar els estudis preliminars per a dur a terme el projecte a les Tres Gorges el 1932. En el curs de la Segona Guerra Sinojaponesa, el 1939, les forces militars japoneses van ocupar Yichang, van examinar la zona i van dissenyar el pla Otani en previsió d'una victòria japonesa sobre la Xina. El 1944 John L. Savage, enginyer cap de disseny de l'Oficina de Reclamació dels Estats Units, també va inspeccionar la zona i va elaborar el "Projecte del Riu Iang-Tsé" per a construir una presa. Fruit d'aquest darrer informe 54 enginyers xinesos van anar a formar-se als EUA. Segons els plans originals només es podien moure els vaixells després de situar-los en indrets específics situats a l'extrem inferior i superior de la presa, des d'on un conjunt de grues els havien de portar d'una resclosa a la següent. En el cas de les embarcacions més petites, es farien grups d'embarcacions que serien elevades juntes per tal d'augmentar l'eficiència. No se sap si l'objectiu d'aquesta solució era garantir l'estalvi d'aigua o si els enginyers van pensar que l'alçada entre la part superior i la inferior de la presa era excessiva per a emprar mètodes alternatius. Es realitzaren diversos estudis econòmics, tasques d'exploració i algun treball de disseny, però el govern, enmig de la guerra civil xinesa, va aturar el projecte l'any 1947.
Va ser després de la victòria comunista de 1949 quan Mao Zedong va donar suport al projecte. Abans d'apostar-hi decididament Zedong va decidir iniciar el projecte de la presa Gezhouba, que juntament amb les grans polítiques com l'anomenat Gran Salt Endavant i la Revolució Cultural van generar uns problemes econòmics que van fer paralitzar momentàniament el projecte. Després de les inundacions de 1954 del riu Iang-Tsé, el 1956, Mao Zedong escrigué el poema "nedant", on evidencia la seva fascinació per fer una presa al riu Iang-Tsé. El 1958, després de la Campanya de les Cent Flors, alguns dels enginyers que es van pronunciar en contra del projecte van ser empresonats.
Durant la dècada de 1980, la idea d'una presa tornà a posar-se sobre la taula. L'Assemblea Popular Nacional de la Xina va aprovar-ne la construcció l'any 1992 a través d'unes votacions. Els 2.633 delegats van emetre 1.767 vots favorables, 177 vots contraris, 664 vots nuls i 25 delegats no van votar.
La construcció de la presa va començar el 14 de desembre de 1994. Tot i que es preveia que la presa seria plenament operativa l'any 2009, això no va ser possible a causa dels retards en alguns projectes parcials. Una d'aquestes obres que es van acabar tard fou la central elèctrica subterrània de sis generadors addicionals, que es va acabar el maig de 2012.
Finalment, el 6 de novembre de 2002 es va aconseguir tancar el curs del riu i el 2003 va començar a operar el primer grup de generadors. A partir de 2004 es van començar a instal·lar 4 grups de generadors cada any, fins a completar la totalitat de l'obra. El 21 de maig de 2006 es va acabar de construir la paret de presa. Prop d'1,24 milions de persones van ser reallotjades pel govern, principalment als nous i moderns barris de la ciutat de Chongquing. El 6 de juny de 2006 es va derruir l'últim mur de contenció de la presa. S'espera que l'elevador de vaixells es completarà durant el 2015. A finals de 2008 la presa havia elevat el nivell d'aigua en la reserva als 172,5 m sobre el nivell del mar, però el disseny ha de permetre arribar als 175 m.
Durant la construcció de la presa el Iang-Tsé s'ha endut diverses víctimes mortals. La xifra oficial de peons morts durant les obres són un centenar, però a la veïna ciutat de Yichang la xifra que popularment es dona per bona és de 1.500 obrers difunts. La professora de la Universitat Harvard experta en estudis asiàtics, Deirdre Chetham, adverteix al llibre Before the deluge que les pèssimes condicions amb què van treballar els obrers poden afectar la qualitat i la seguretat futura de la presa. Segons Chetham els precedents són alarmants, ja que de les 80.000 preses construïdes els primers 40 anys de la República Popular de la Xina, cada any se n'han ensorrat una mitjana de més d'un centenar.

## Zona

### Riu
El riu Iang-Tsé es forma per la unió de diverses i importants capçaleres, la principal de les quals és científicament la del riu Iang-Tsé. La capçalera occidental és la del riu Jinsha, que a la vegada continua aigües amunt com a riu Tongtian i després com a riu Tuotu. A partir de la ciutat de Yibin s'uneixen els rius Jinsha i el riu Min —la capçalera septentrional del Iang-Tsé— i el riu adopta ja definitivament el nom de Iang-Tsé. El mateix Iang-Tsé s'ha dividit tradicionalment en tres trams: el curs superior, que es considera la secció que va des de Yibin a la ciutat de Yichang; el curs mitjà, el que es correspon a la secció entre Yichang i el comtat de Hukou, on el riu es troba amb el llac Poyang; i el curs inferior, el tram que va des de Hukou a Shanghai, la desembocadura al mar.

Mapa de la ubicació de la Presa de les Tres Gorges i les ciutats més importants al llarg del riu Iang-Tsé

### Tres Gorges
| Gorja           | Xinès  | Longitud (km) | Abast                                   |
| --------------- | ------ | ------------- | --------------------------------------- |
| Gorja de Qutang | 瞿塘峡 | 8             | des de Baidicheng (Fengjie) a Daxi      |
| Gorja de Wu     | 巫峡   | 45            | des de Wushan a Guandukou (Badong)      |
| Gorja de Xiling | 西陵峡 | 66            | des de Zigui al pas de Nanjin (Yichang) |

La zona de les Tres Gorges són descrites a continuació:
Gorja de Qutang
La Gorja de Qutang (en xinès: 瞿塘峡) compta amb 8 km, el que la converteix en la primera i la més curta de les tres. Aigües avall del llogaret de Baidicheng (en xinès: 白帝城) (zona de Fengjie) el riu Iang-Tsé flueix entre el Chijia el nord i el Baiyan (en xinès: 白盐山) al sud. D'aquest punt se'n diu Kuimen (en xinès: 夔门) i arriba al Qutang. La gorja de Qutang forma 8 km de llarg i és la més petita de les tres gorges. El punt més ample només arriba als 150 m. Les muntanyes a banda i banda són fins a 1.200 m d'altitud. La gorja de Qutang es refereix sovint sota aquestes característiques excepcionals com la més bella de les tres gorges.
Els forts corrents, calats amb bancs de sorra del riu pels canons ja foren descrites a l'era Song (960-1279) pel poeta Su Dongpo a "mil oceans, flueixen en una tassa“.
En un dels cingles hi ha tallada una sèrie d'orificis rectangulars que formen l'anomenada Escala de Meng-Liang (en xinès: 孟良梯). L'escala porta a una plataforma sobre els penya-segats de mitjana altura, on segons la llegenda, el general Song, Yang Jiye, va ser assassinat per traïdors.
Gorja de Wu
La gorja de Wu (en xinès: 巫峽) comença a la boca del riu Daning, a la zona de Wushan i té una longitud de 44 km. Segons la mitologia xinesa un drac de riu va sotmetre a la deessa Yao Ji i les seves onze germanes, que foren congelades a les muntanyes, però van guiar als vaixells amb saviesa per a mantenir la seguretat aigües avall.
Al camí hi ha una inscripció a la roca que diu "els pics de Wuxias creixen més i més alt", feta pels navegants en circulació durant l'època dels Tres Regnes (220–280 després de Crist), atribuït a Zhuge Liang.
Gorja de Xiling

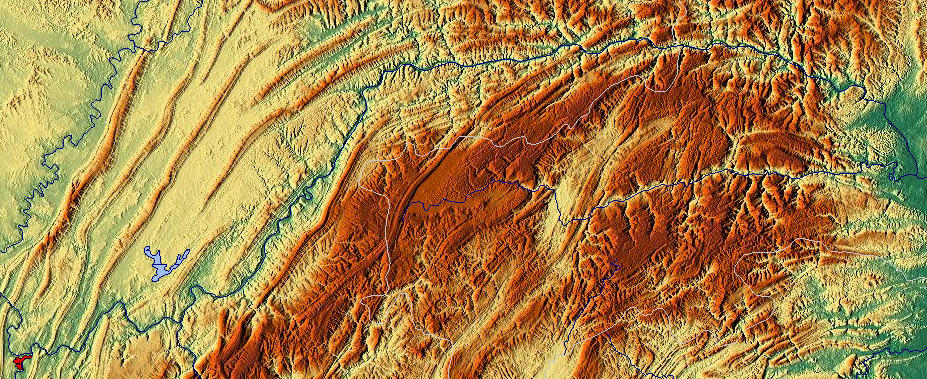
Mapa de les Tres Gorges

La gorja de Xiling (en xinès: 西陵峽) té una longitud de 66 km i és la més oriental de les gorges. Es troba entre Xiangxi a la zona de Zigui i Yichang. En el punt més estret té una amplada de 80 m.
Els viatgers procedents d'Occident, en aquest tram del riu, als voltants del segle xix, van informar de bancs de sorra que van sorgir com a barreres del riu, corrents perillosos i roques que amenacen, de manera que els vaixells de contrabandistes havien de mantenir-se amb canyes de bambú ferrats. Avui en dia, el pas s'ha reestructurat d'acord amb el tràfic marítim per fer-lo transitable i amb seguretat.

## Composició i dimensions
Feta de formigó i acer, la presa té 2.335 m de llarg i el coronament de la presa és a 185 metres sobre el nivell del mar. L'obra va utilitzar 27,2 milions de metres cúbics de formigó (principalment per la paret de la presa), 463.000 tones d'acer (suficient per construir 63 Torres Eiffel) i es van traslladar uns 102,6 milions metres cúbics de terra. La paret de la presa de formigó és de 181 m per sobre de la base de la roca.
Quan el nivell d'aigua està en el seu màxim de 175 m sobre el nivell del mar, que és 110 m més alt que el nivell del riu aigües avall, l'embassament es troba al voltant de la mitjana de 660 quilòmetres de longitud i 1,12 quilòmetres d'ample. Conté 39,3 km³ d'aigua i té una superfície total de 1.045 quilòmetres quadrats. En acabar, el dipòsit inunda una àrea total de 632 quilòmetres quadrats de terra, en comparació amb els 1.350 quilòmetres quadrats de l'embassament creat per la presa d'Itaipú.

## Impacte econòmic
El govern va estimar que el projecte de la presa de les Tres Gorges costaria 180 miliards de iuans (US$22,5 miliards). A finals de 2008, s'havia arribat a la despesa de 148.365 miliards de iuans, entre els quals 64.613 miliards de iuan es van gastar en la construcció, 68.557 miliards de iuans amb la reubicació dels residents afectats, i 15.195 miliards de iuans en el finançament. S'estima que el cost de construcció es recuperarà quan la presa hagi generat 1.000 terawatt-hores (3.600 PJ) d'electricitat, produint 250 miliards de iuans. S'espera una recuperació total dels costos que es produeixi en deu anys després que la presa comenci el funcionament.
Les fonts de finançament són el Fons de la Construcció de la Presa de les Tres Gorges, els beneficis de la Presa Gezhouba, el préstec del China Development Bank, els préstecs dels bancs comercials nacionals i estrangers, bons corporatius, i els ingressos abans i després de la presa en ple funcionament. Els suplements es van avaluar de la següent manera: cada província que rep energia des de la presa de les Tres Gorges han de pagar ¥7,00 per cada MWh extra. Altres províncies van haver de pagar un càrrec addicional de ¥4,00 per MWh. El Tibet no paga cap suplement.

## Generació d'energia i distribució

### Capacitat generativa

La producció d'electricitat a la Xina per font. Compareu: La presa de les Tres Gorges finalitzada aporta uns 100 TWh de generació per any.
termofòssil
hidroelèctrica
nuclear

La generació d'energia és dirigida per la China Yangtze Power, una filial cotitzada de China Three Gorges Corporation (CTGC) — una empresa centralitzada pública administrada per la SASAC. La presa de les Tres Gorges és la central hidroelèctrica més gran en capacitat del món amb 34 generadors: 32 generadors principals, cadascun amb una capacitat de 700 MW, i dos generadors d'energia de la planta, cada un amb la capacitat de 50 MW, arribant una capacitat total de 22.500 MW. Entre els 32 generadors principals, 14 estan instal·lats al costat nord de la presa, 12 al costat sud, i els sis restants de la planta d'energia subterrània a la serra sud de la presa. La generació d'electricitat esperada anual serà de més de 100 TWh.

### Generadors
Els generadors principals pesen sobre les 6.000 tones cada un i estan dissenyats per produir més de 700 MW d'energia. La càrrega hidràulica de disseny del generador és de 80,6 metres. El cabal al generador varia entre 600–950 metres cúbics per segon depenent del nivell de l'aigua. Com més alt sigui el nivell, menys quantitat d'aigua és necessària per arribar a la màxima potència. Les Tres Gorges utilitzen turbines Francis. El diàmetre de la turbina és de 9,7/10,4 m (disseny VGS/disseny Alstom) i una velocitat de rotació de 75 revolucions per minut. La potència nominal és de 778 MVA, amb un màxim de 840 MVA i un factor de potència de 0,9. El generador produeix energia elèctrica a 20 kV. El diàmetre exterior de l'estator del generador és de 21,4/20,9 m. El diàmetre interior és de 18,5/18,8 m. L'estator, el major del seu tipus, és de 3,1/3 m en alçada. La càrrega sobre el suport és en unes 5050/5500 tones. L'eficiència mitjana és de més del 94%, i arriba al 96,5%.

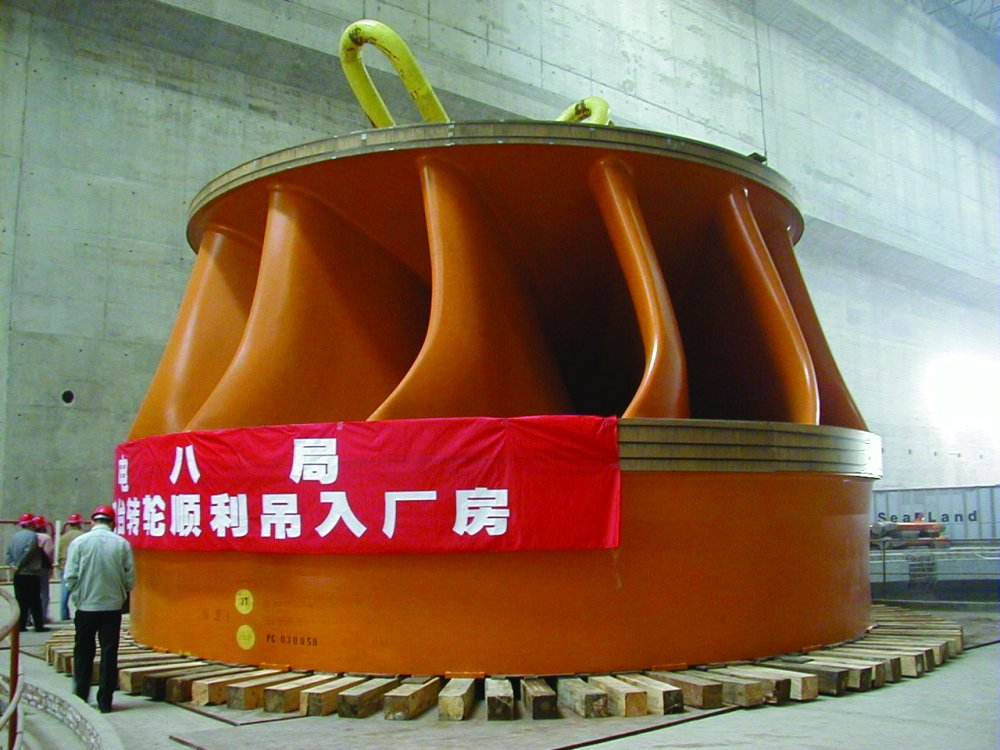
Turbina Francis de la Presa de les Tres Gorges

Els generadors són fabricats per dues empreses conjuntes que inclouen Alstom, ABB Group, Kvaerner, i l'empresa xinesa Haerbin Motor. Altres inclouen Voith, General Electric, Siemens (abreujat com a VGS), i l'empresa xinesa Oriental Motor. L'acord de transferència de tecnologia es va firmar juntament amb el contracte. La majoria dels generadors són refrigerats per aigua. Alguns models nous són refrigerats per aire, que són més simples en el disseny i fabricació, i són més fàcils de mantenir.

### Progrés de la instal·lació dels generadors
Els 14 generadors principals del costat nord estan en funcionament. El primer (núm. 2) va iniciar el seu funcionament el 10 de juliol de 2003. El costat nord va estar completament operacional el 7 de setembre de 2005 amb la implementació del generador núm. 9. La potència total (9.800 MW) no va arribar fins al 18 d'octubre de 2006 després que el nivell de l'aigua va arribar als 156 m.
Els 12 generadors principals del costat sud també estan en operació. El núm. 22 va començar el seu funcionament l'11 de juny de 2007 i el núm. 15 va començar el 30 d'octubre de 2008. El sisè (núm. 17) va començar la seva operativa el 18 de desembre de 2007 i la capacitat de generació de les Tres Gorges va augmentar fins a 14,1 GW, superior a la d'Itaipú (14.0 GW), amb el qual va esdevenir la planta hidroelèctrica més gran del món per capacitat.
Els sis generadors principals subterranis també estan en operació des del 23 de maig de 2012, quan l'últim generador principal, el núm. 27, va finalitzar les proves finals i la capacitat va augmentar a 22,5 GW. Després de 9 anys de construcció, instal·lació i proves, la planta d'energia és ara totalment operacional.

### Fites de sortida
| Any  | Nombre d'unitats instal·lades | TWh    |        |
| ---- | ----------------------------- | ------ | ------ |
| 2003 | 6                             | 8,607  |        |
| 2004 | 11                            | 39,155 |        |
| 2005 | 14                            | 49,090 |        |
| 2006 | 14                            | 49,250 |        |
| 2007 | 21                            | 61,600 |        |
| 2008 | 26                            | 80,812 | [ 50 ] |
| 2009 | 26                            | 79,470 | [ 51 ] |
| 2010 | 26                            | 84,370 | [ 52 ] |
| 2011 | 29                            | 78,290 | [ 53 ] |
| 2012 | 32                            | 98,100 | [ 54 ] |
| 2013 | 32                            | 83,270 | [ 55 ] |
| 2014 | 32                            | 98,800 | [ 56 ] |
| 2015 | 32                            | 87,000 | [ 57 ] |
| 2016 | 32                            | 93,500 | [ 58 ] |
| 2017 | 32                            | 97,600 | [ 59 ] |
| 2018 | 32                            | >100   | [ 60 ] |

El 16 d'agost de 2011, la planta va generar 500 TWh d'electricitat. El juliol de 2008 va generar 10,3 TWh d'electricitat, el seu primer mes per sobre dels 10 TWh. El 30 de juny de 2009, després que el cabal del riu va augmentar a més de 24.000 m³, els 28 generadors van ser activats, produint només 16.100 MW perquè la càrrega disponible durant la temporada d'inundacions era insuficient. Durant la inundació de l'agost del 2009, la planta va aconseguir la seva primera producció màxima durant un curt període.
Durant el novembre a la temporada seca de maig, la potència de sortida va estar limitada pel cabal del riu, com es veu en el diagrama a la dreta. Quan hi ha prou cabal, la potència de sortida està limitada per la capacitat de generació de la planta. Es van calcular les corbes de màxima energia de sortida sobre la base del cabal mitjà en el lloc de la presa, suposant que el nivell de l'aigua és 175 m i l'eficiència bruta de la planta és del 90,15%. La potència de sortida real del 2008 es va obtenir sobre la base de l'electricitat mensual que es va enviar a la xarxa.
La presa de les Tres Gorges va arribar al seu nivell màxim d'aigua per disseny de l'embassament de 175 m per primer cop el 26 d'octubre de 2010, complint amb la capacitat de generació d'energia anual prevista de 84,7 TWh. En el 2012, les 32 unitats de generació van obtenir un rècord de 98,1 TWh d'electricitat, que representa el 14% del total de generació d'electricitat de la Xina en sistema hidràulic.

### Distribució

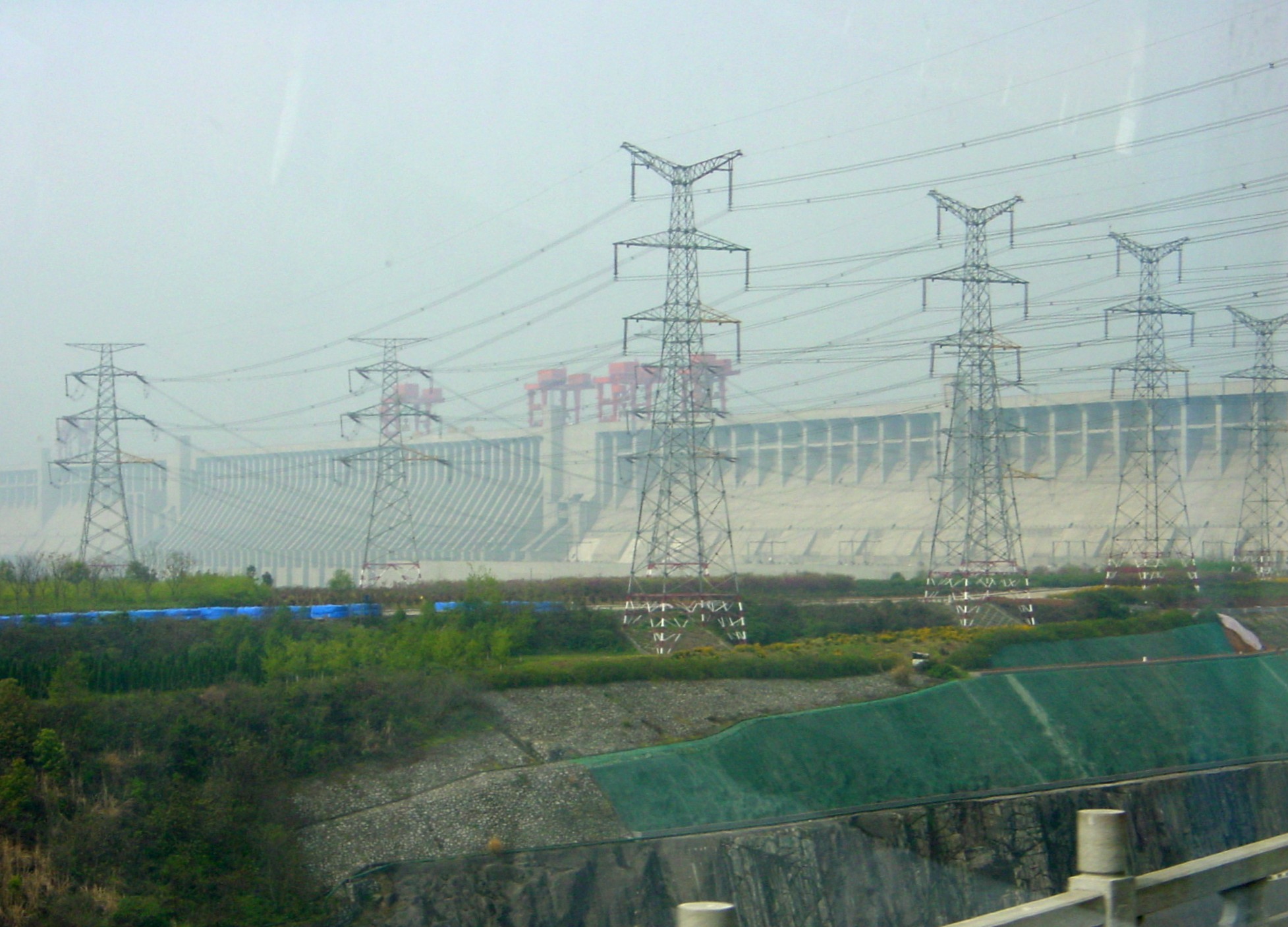
Torres elèctriques de triple pis de la Presa de les Tres Gorges

El State Grid Corporation i el China Southern Power Grid van pagar una tarifa fixa de ¥250 per MWh (US$35,7) fins al 2 de juliol de 2008. Des de llavors, el preu ha variat per província, des de ¥228,7–401,8 per MWh. Els clients que paguen més tenen prioritat, com el cas de Shanghai. Nou províncies i dues ciutats consumeixen energia de la presa.
La distribució d'energia i els costos d'infraestructura de transmissió ronden els 34.387 bilions de iuans. La construcció va finalitzar el desembre de 2007, un any abans del previst.
La potència es distribueix en múltiples línies de transmissió de 500 quilovolts (kV). Tres línies de corrent continu (CC) a l'East China Grid transporten 7.200 MW: Three Gorges – Shanghai (3.000 MW), HVDC Three Gorges – Changzhou (3.000 MW), i HVDC Gezhouba – Shanghai (1.200 MW). Les línies de corrent altern (CA) al Central China Grid tenen una capacitat total de 12.000 MW. La línia de transmissió de corrent continu HVDC Three Gorges – Guangdong al South China Grid té una capacitat de 3.000 MW.
Es va preveure que la presa proporcionaria el 10% de l'energia de la Xina. Això no obstant, la demanda d'electricitat s'ha incrementat amb més rapidesa del que es va projectar. Fins i tot plenament operatiu, de mitjana, va donar suport només prop de l'1,7% de la demanda d'electricitat a la Xina l'any de 2011, quan la demanda d'electricitat del país va arribar a 4692,8 TWh.

## Impacte ambiental

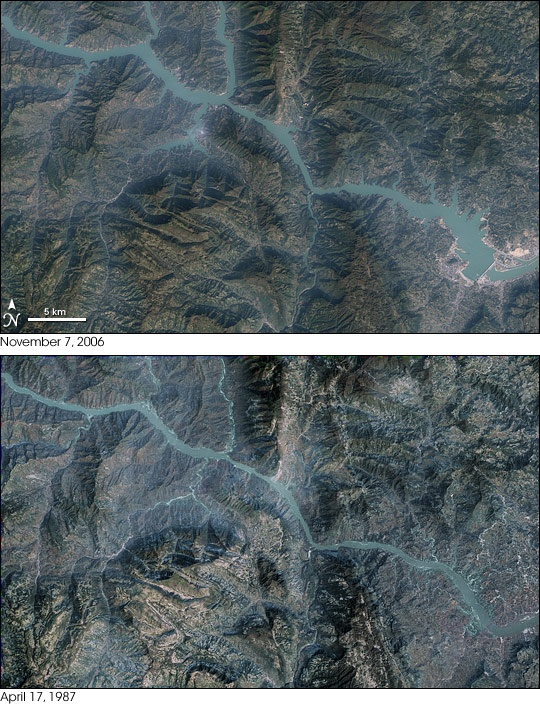
Mapa de satèl·lit mostrant les zones inundades per l'embassament de les Tres Gorges. Compareu el 7 de novembre de 2006 (a dalt) amb el 17 d'abril de 1987 (a baix)

### Emissions
D'acord amb la Comissió Nacional de Desenvolupament i Reforma de la Xina, 366 grams de carbó produeix 1 kWh d'electricitat durant el 2006. A plena potència, la presa de Les Tres Gorges redueix el consum de carbó en 31 milions de tones per any, evitant 100 milions de tones de les emissions de gasos amb efecte d'hivernacle, milions de tones de pols, un milió de tones de diòxid de sofre, 370.000 tones de monòxid de nitrogen, 10.000 tones de monòxid de carboni, i una quantitat significativa de mercuri. La hidroelèctrica estalvia l'energia necessària per extreure, rentar i transportar el carbó des del nord de la Xina.
Del 2003 al 2007, la producció d'energia va igualar la de 84 milions de tones del carbó estàndard, reduint el diòxid de carboni en 190 milions de tones, el diòxid de sofre en 2,29 milions de tones, i òxids de nitrogen en 980.000 tones.
La presa va augmentar per sis la capacitat de les barcasses del Iang-Tsé, reduint les emissions de diòxid de carboni en 630.000 tones. Del 2004 al 2007 un total de 198 milions de tones de béns passen a través de les rescloses dels vaixells. En comparació amb l'ús de camions, les barcasses redueixen les emissions de diòxid de carboni en deu milions de tones i els costos en un 25%.

### Erosió i sedimentació
Hi ha dos perills que s'identifiquen amb la presa. Un és que les projeccions de sedimentació no estan registrades, i l'altre és que la presa està situada a sobre d'una falla sísmica. Als nivells actuals, el 80% de les terres de la zona està experimentant erosió, dipositant uns 40 milions de tones anuals de sediments al Iang-Tsé. Com que el cabal és més lent sobre la presa, gran part d'aquest sediment s'hi diposita en comptes de fluir aigües avall, fet que limita el desplaçament de sediments més enllà.
L'absència de llim aigües avall té tres efectes:
- Alguns hidròlegs creuen que les riberes aigües avall seran més vulnerables a les inundacions.[81]
- Shanghai, a més de 1.600 km de distància, es recolza sobre una plana sedimentària massiva. L'arribada del llim enforteix el llit sobre el que reposa Shanghai. Amb una menor arribada de sediments creix la vulnerabilitat a inundacions a la ciutat xinesa més gran.[82]
- L'acumulació de sediment bentònic causa danys biològics i redueix la biodiversitat aquàtica.[83]

### Terratrèmols i esllavissades
L'erosió a l'embassament, induït per la pujada de les aigües, causa freqüents esllavissades que provoquen pertorbacions perceptibles a la superfície de l'embassament. Per exemple el maig de 2009 entre 20.000 i 50.000 metres cúbics de material es va submergir en la Gorga inundada de Wuxia del riu Wu. Durant els primers quatre mesos del 2010 es van observar 97 esllavissades importants. També, els terratrèmols de gran importància afecten la Terra, així com el seu eix giratori. Per fer una comparació sobre la massa que es desplaça com a resultat del terratrèmol, científics de la NASA ho comparen amb la presa xinesa. En la seva màxima capacitat, es correspondria en 40 quilòmetres cúbics d'aigua. Aquest canvi de la massa augmentaria la durada del dia en 0,06 microsegons i fer que la Terra sigui lleugerament més rodona al centre i plana en la part superior. Això faria canviar la posició del pol al voltant de dos centímetres.

### Gestió de residus

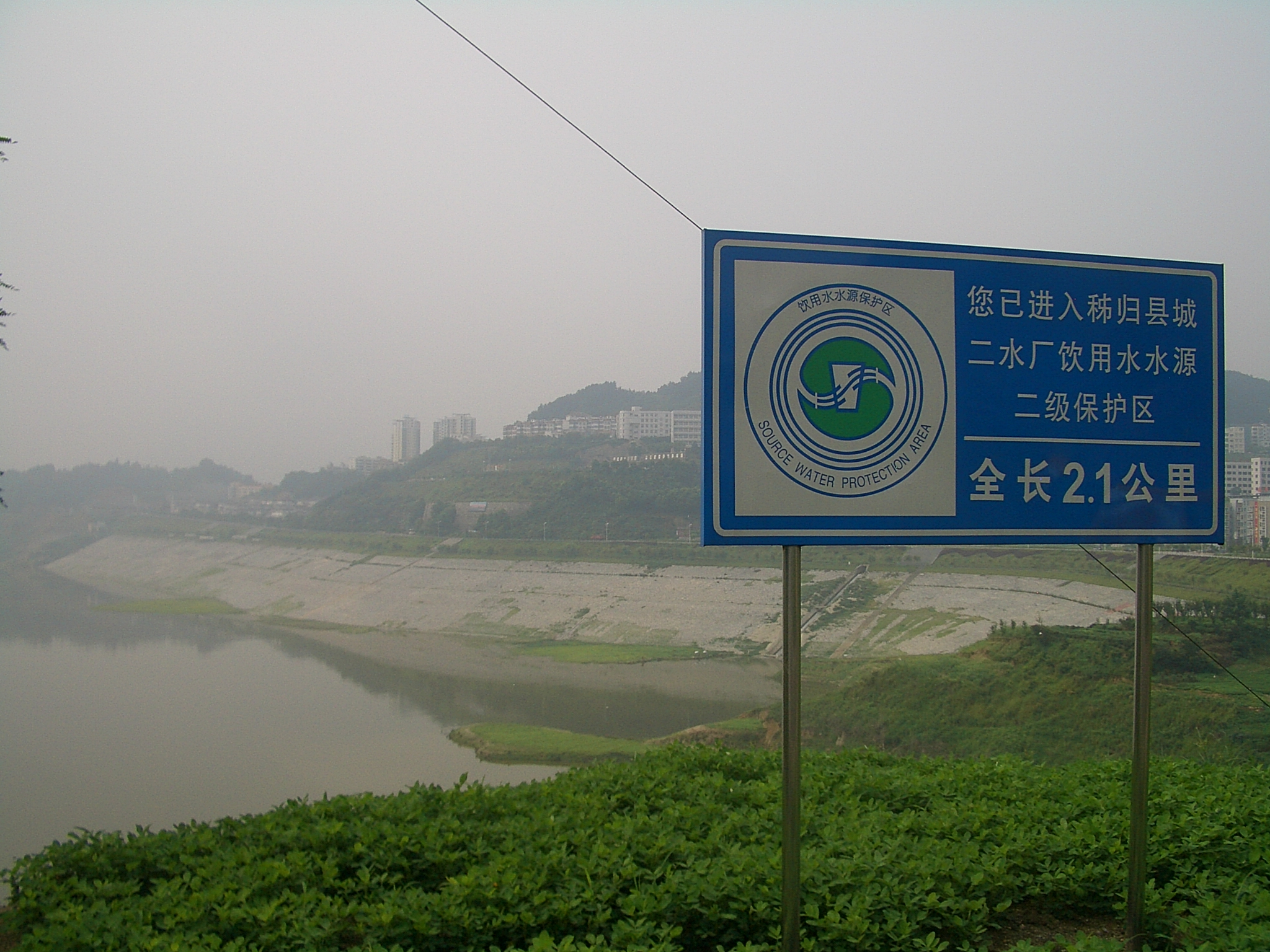
L'aqüífer protegit del comtat de Zigui a la ciutat de Maoping, Hubei, a pocs quilòmetres aigües amunt de la presa.

La presa ha millorat el tractament de les aigües residuals de riu amunt al voltant de Txungking i les seves àrees suburbanes. D'acord amb el Ministeri de Protecció del Medi Ambient, a partir de l'abril de 2007 més de 50 noves plantes poden tractar 1,84 milions tones per dia, 65% de les necessitats totals. Unes 32 es van afegir en abocadors, que poden manejar 7.664,5 tones dels residus sòlids cada dia. Al voltant del bilió de tones d'aigües residuals s'alliberen anualment al riu, Això genera aigua estancada, contaminada i tèrbola.

### Coberta forestal
L'àrea de les Tres Gorges té actualment un 10% de repoblament de boscos, una xifra que se situava per sota del 20% en la dècada de 1950. Una investigació de la FAO suggereix que la regió Àsia-Pacífic, en termes generals, va augmentar el bosc en aproximadament a 6.000 km quadrats el 2008. Aquest és un canvi de tendència tenint en compte la pèrdua neta en 13.000 quilòmetres quadrats de boscos cada any durant la dècada de 1990. L'esforç de reforestació de la Xina va començar després de les greus inundacions del 1998, que van convèncer el govern de restaurar la coberta forestal, especialment a la conca del Iang-Tsé aigües amunt de la presa de les Tres Gorges.

### Fauna salvatge

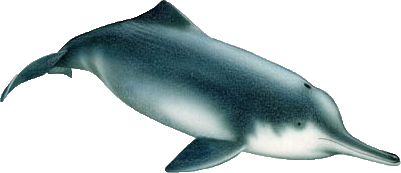
El dofí de riu xinès està en perill d'extinció greu, com també es veuen afectades altres espècies autòctones.

La preocupació per l'impacte potencial de la vida silvestre de la presa és anterior a l'aprovació de l'Assemblea Popular Nacional de la Xina del 1992. Aquesta regió ha estat coneguda per la seva rica biodiversitat. És la llar de 6.388 espècies de plantes, que pertanyen a 238 famílies i 1.508 gèneres. D'aquestes espècies de plantes, el 57% estan en perill d'extinció. Aquestes espècies rares també s'utilitzen com a ingredients en la medicina tradicional xinesa. El percentatge de superfície forestal a la regió que envolta la presa de les Tres Gorges s'ha reduït d'un 20% el 1950 a menys del 10% a partir del 2002, que afecta negativament a totes les espècies de plantes en aquesta zona. La regió també proporciona un hàbitat per a centenars d'espècies d'aigua dolça i animals terrestres. Els peixos d'aigua dolça es veuen especialment afectats per les preses a causa dels canvis en la temperatura de l'aigua i el règim de cabal. Molts altres peixos es veuen perjudicats en les aspes de les turbines de les centrals hidroelèctriques. Això és particularment perjudicial per a l'ecosistema de la regió a causa del fet que la conca del riu Iang-Tsé conté 361 espècies diferents de peixos i representa el 27% de totes les espècies de peixos d'aigua dolça en perill d'extinció a la Xina. Hi ha altres espècies aquàtiques que estan en perill d'extinció per la presa, en particular el baiji, o el dofí de riu xinès.
De les 3.000 a les 4.000 grues siberianes restants en perill crític, un gran nombre passaven l'hivern als aiguamolls que foren destruïts per la presa de les Tres Gorges. La presa contribueix a l'extinció funcional del dofí del riu Iang-Tsé o baiji. Encara que estava prop d'aquest nivell, fins i tot en l'inici de la construcció, la presa va reduir més el seu hàbitat i va augmentar els viatges de vaixells, que es troben entre els factors que causen la que serà la seva desaparició definitiva. A més, les poblacions de l'esturió del Iang-Tsé es garanteix que estan "afectats negativament" per la presa.

## Inundacions, agricultura i indústria

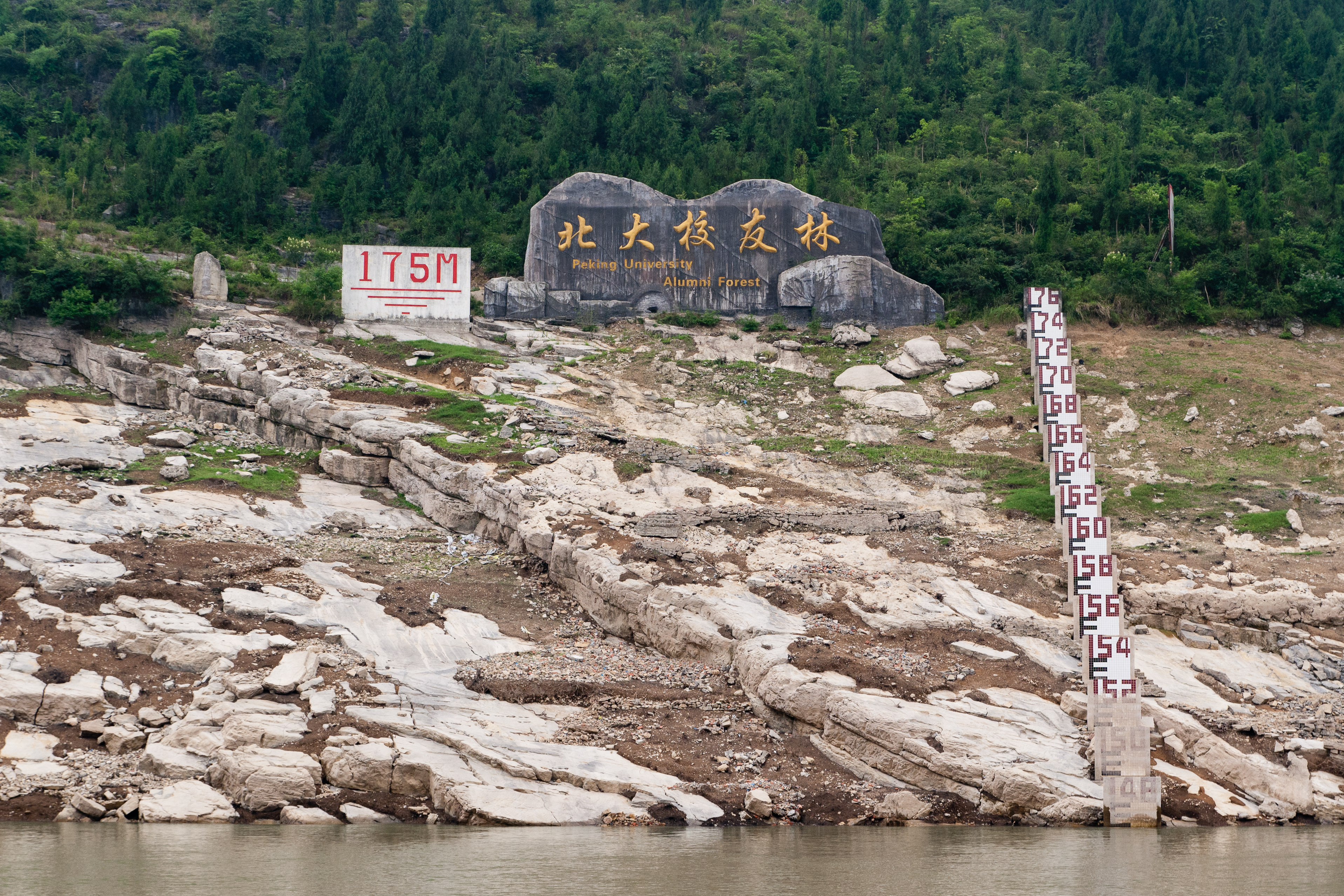
Marca d'inundació de la presa

Una funció important de la presa és el control de les inundacions estacionals, un dels problemes que històricament ha tingut el riu Iang-Tsé. Milions de persones viuen aigües avall de la presa, en moltes de les grans ciutats importants com Wuhan, Nanquín, i Shanghai situades al costat del riu. Al costat del riu hi ha grans extensions de terra de conreu i la zona industrial més important de la Xina.
La capacitat d'emmagatzematge d'inundacions de l'embassament és de 22 quilòmetres cúbics. Aquesta capacitat redueix la freqüència de les grans inundacions aigües avall d'una vegada cada deu anys a una vegada cada 100 anys. Es preveu que la presa minimitzi l'efecte de fins i tot una gran inundació. El 1954, el riu va inundar 193.000 km², provocant la mort de 33.169 persones i forçant el trasllat de 18.884.000 persones. La inundació va cobrir Wuhan, una ciutat de vuit milions de persones, durant més de tres mesos, i la línia de ferrocarril de Jingguang va estar fora de servei durant més de 100 dies. Si hi hagués una inundació com les del 1954, que van moure 50 quilòmetres cúbics d'aigua, la presa només podria desviar l'aigua per sobre de Chenglingji, desviant entre 30 a 40 km³. Així mateix, la presa no protegeix contra alguns dels grans afluents aigües avall, incloent-hi els de Xiang, Zishui, Yuanshui, Lishui, Hanshui, i el Gan.
El 1998, una inundació en la mateixa zona va causar danys valorats en la pèrdua de bilions de dòlars, ja que 2.039 km² de les terres agrícoles que es van inundar. La inundació va afectar més de 2,3 milions de persones, provocant la mort de 1.526 persones.
Les inundacions de principis d'agost de 2009 van suposar una prova de foc per la presa, ja que era la inundació més gran que fins aquell moment havia patit. La presa va limitar el cabal a menys de 40.000 metres cúbics per segon, elevant el nivell d'aigües amunt de 145,13 metres l'1 d'agost de 2009, a 152,88 el 8 d'agost de 2009. Uns 4,27 quilòmetres cúbics d'aigua van ser capturats i el cabal del riu va ser rebaixat fins als 15.000 metres cúbics per segon.
La presa descarrega la seva reserva durant la temporada seca entre desembre i març de cada any. Això augmenta la velocitat de l'aigua del riu aigües avall, i proveeix d'aigua dolça per a ús agrícola i industrial. També millora les condicions del trànsit fluvial de vaixells. El nivell de l'embassament cau dels 175 m als 145 m, preparant la temporada de pluges. L'aigua també alimenta la presa de Gezhouba riu avall.
Des de l'ompliment de l'embassament en el 2003, la presa de les Tres Gorges subministra un extra d'11 quilòmetres cúbics d'aigua dolça a les ciutats i les granges d'aigües avall durant l'estació seca.

Durant les inundacions del sud de la Xina del 2010, al juliol, les entrades a la presa de les Tres Gorges van arribar al màxim de 70.000 m³/s, superior al màxim durant les inundacions del riu Iang-Tsé de 1998. L'embassament de la presa va pujar gairebé 3 m en 24 hores i va reduir el cabal de sortida de 40.000 m³/s en les descàrregues d'aigües avall, alleujant els impactes greus al curs mitjà i baix.

## Navegació per l'embassament

### Rescloses

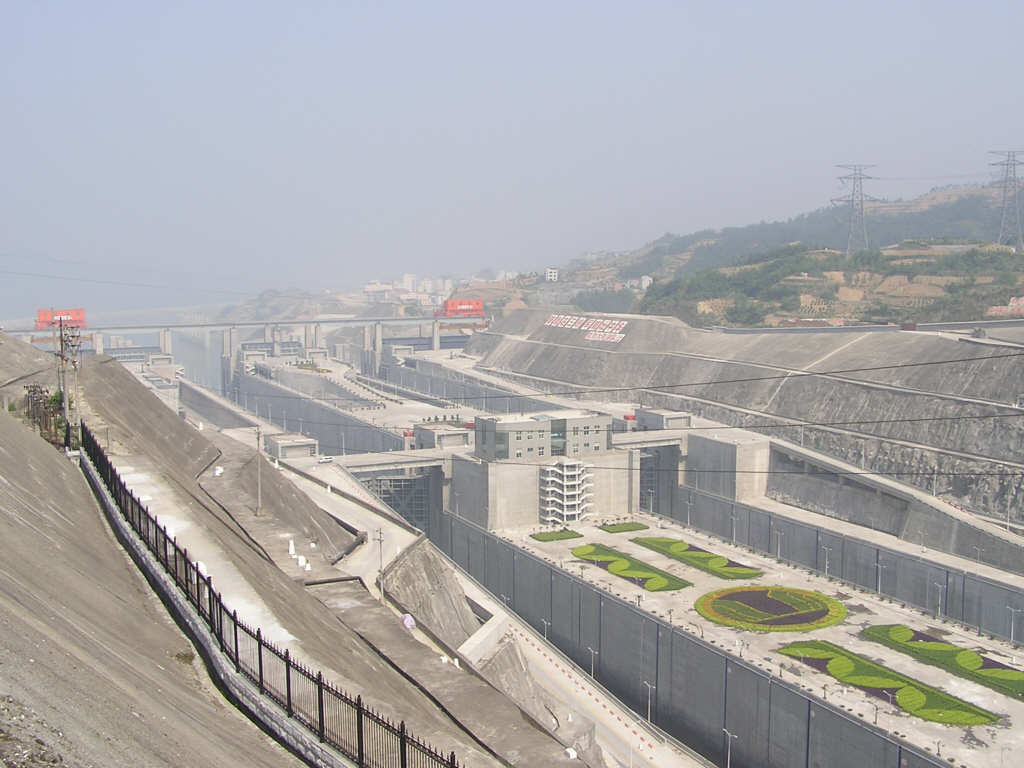
Rescloses de trànsit fluvial per evitar la presa de les Tres Gorges, maig del 2004

Les rescloses serveixen per augmentar la navegació fluvial des de deu a 100 milions de tones anualment, i reduir els costos de transport entre un 30 i un 37%. La navegació fluvial és més segura per les rescloses, ja que les gorges són molt perilloses per navegar. Els vaixells de construcció molt més profunda podran navegar 2.400 km aigües amunt des de Shanghai fins a Txungking. Es preveu que el transport marítim de Txungking s'incrementi en cinc vegades.
A prop de la presa hi ha dues sèries de rescloses de vaixells instal·lades, (30° 50′ 12″ N, 111° 1′ 10″ E / 30.83667°N,111.01944°E) cadascuna de les quals consta de cinc etapes i tarda unes quatre hores a fer el trànsit. Està preparada per vaixells d'una mida màxima de 10.000 tones. Les rescloses són de 280 m de llarg, 35 m d'ample, i 5 m de profunditat. És 30 m més llarg que les que hi ha a la via marítima del Sant Llorenç, però la meitat de profunda. Abans de construir-se la presa, la capacitat màxima de càrrega en la zona de les Tres Gorges va ser de 18,0 milions de tones per any. Del 2004 al 2007, un total de 198 milions de tones de càrrega van passar a través de les rescloses. La capacitat de càrrega del riu va augmentar a sis vegades i el cost del transport en vaixell es va reduir un 25%. Es preveu que la capacitat total de les rescloses de vaixells arribi a les 100 milions de tones per any.
Aquestes rescloses són de tipus escala, mitjançant el qual el parell de comportes interiors serveixen al mateix temps de porta superior i inferior. Com que hi ha diferents conjunts de rescloses per al trànsit ascendent i descendent, aquest sistema és més eficient que les rescloses per escala bidireccionals.

### Elevadors de vaixells
A banda de les rescloses de canals, es va construir un elevador de vaixells, una mena d'ascensor per a embarcacions, dissenyat per a ser capaç d'aixecar vaixells de fins a 3.000 tones. Segons els plans originals hi havia d'haver un elevador amb capacitat per aixecar 11.500 tones en embarcacions. La distància vertical recorreguda havia de ser de 113 metres, i la mida de la conca de la nau de l'ascensor seria de 120x18x3,5 metres. L'elevador de vaixells necessita 40 minuts per al trànsit i abans d'aquestes obres tarda entre tres i quatre hores a passar a través de les rescloses. Un factor que complica la situació és que el nivell de l'aigua pot variar considerablement. L'elevador de vaixells treballa quan els nivells d'aigua varien de 12 metres a la part inferior, i 30 metres en la superior.
L'elevador de vaixells encara no estava acabat quan la resta del projecte es va inaugurar oficialment el 20 de maig de 2006. El novembre de 2007 es va informar els mitjans locals que la construcció de l'elevador de vaixells s'iniciaria a l'octubre de 2007 i estaria acabat el 2014.
En el febrer de 2012, Xinhua va informar que les quatre torres que suporten l'elevador de vaixells ja gairebé estaven acabades, que la més avançada havia assolit una altura de 189 metres dels 185 previstos, que el juny de 2012 s'acabarien els treballs de formigonat i que l'elevador estaria acabat el 2015. i es va posar en funcionament en setembre de 2016.

### Vaixells per rails
Hi ha plans per a la construcció d'una via de tren curta propera a la zona de la presa. Es construirien dues línies fèrries curtes, una a cada costat del riu. La línia de ferrocarril de 88 km del nord (北岸翻坝铁路) passaria per les instal·lacions portuàries de Taipingxi (太平溪港) al costat nord del Iang-Tsé, aigües amunt de la presa i a través de l'Estació de ferrocarril de l'est de Yichang fins a les instal·lacions portuàries de Baiyang Tianjiahe en la ciutat de Baiyang (白洋镇), per sota de Yichang. La línia de tren del costat sud (南岸翻坝铁路), de 95 km de longitud, sortiria de Maoping (aigües amunt de la presa) i a través de l'Estació de ferrocarril del sud de Yichang arribaria a Zhicheng (en la línia de Jiaozuo–Liuzhou).
A finals de 2012 es van iniciar els treballs preliminars al llarg dels dos futurs eixos ferroviaris.

## Controvèrsia

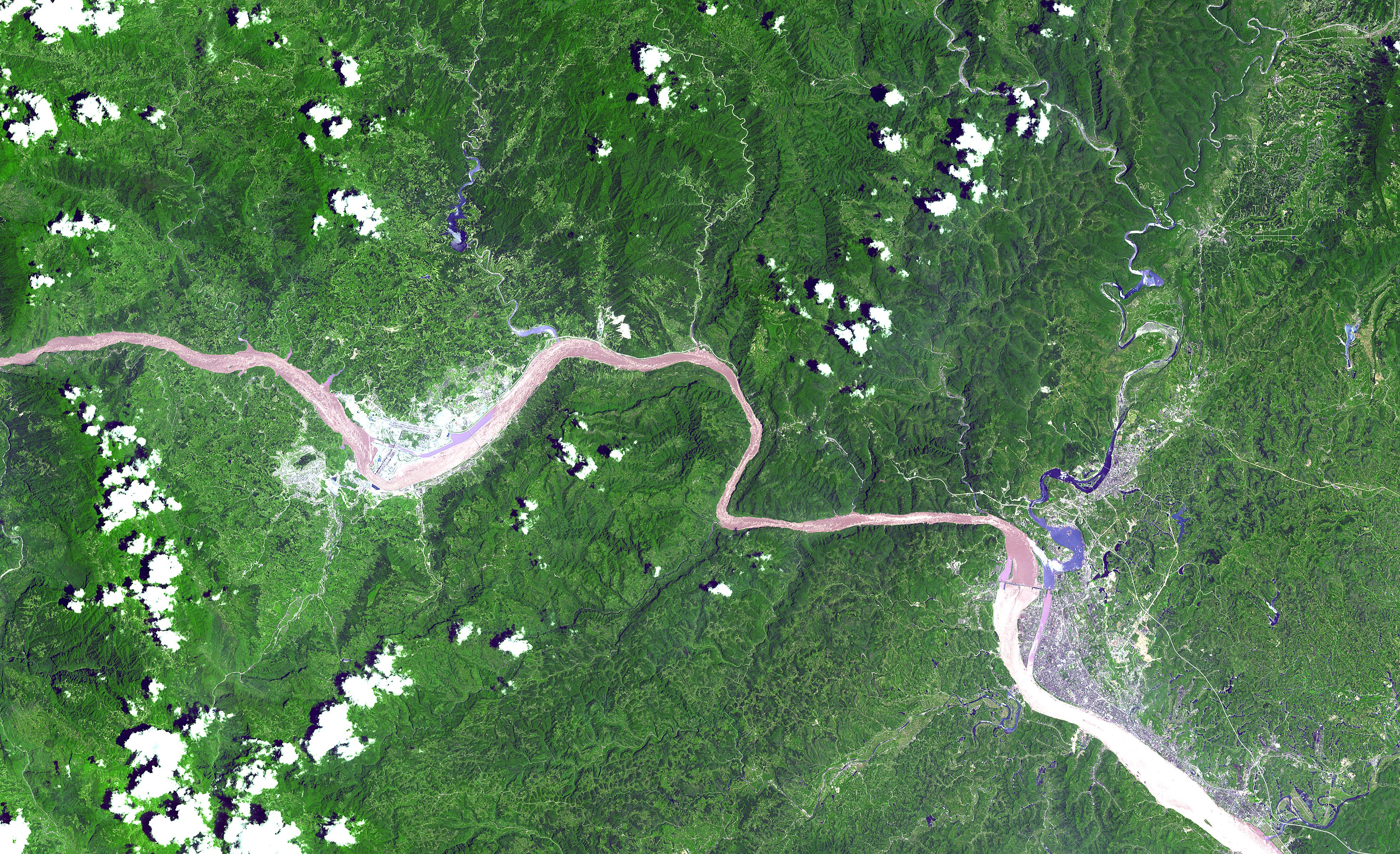
La presa des de l'espai

Tant el Banc Mundial com diverses organitzacions no governamentals i alguns països han criticat l'obra des del principi. Els motius han estat diversos, no només relacionats amb l'impacte ambiental que suposa, sinó també pels alts nivells de corrupció a l'hora de gestionar els fons, sobretot aquells fons destinats a dur a terme la més gran reubicació de persones de la història deguda a causes de desenvolupament. Molts científics han criticat aquesta construcció a causa del gran impacte ambiental que representa. Dai Qing, escriptora i ecologista xinesa, va ser una de les primeres persones que va aixecar la veu des de l'interior, iniciant les activitats de protesta amb la realització del document Yangtsé-Yangtsé!. Va ser detinguda durant anys acusada de ser una de les instigadores de les protestes de la plaça de Tian'anmen de 1989, i el seu llibre fou prohibit.

### Pèrdues arqueològiques
La inundació de les terres va provocar grans pèrdues d'objectes de rellevància històrica al voltant del riu. Quedaren per sota del nivell de les aigües elements de l'era Paleolítica, restes fòssils, assentaments del Neolític, enterraments ancestrals, tombes aristocràtiques i obres de les dinasties Ming i Qing. L'any 1995 es va iniciar una carrera contra rellotge per tal de poder salvar el nombre més gran possible d'aquests elements.
L'embassament, que té una llargada de 600 km, va inundar unes 1.300 zones arqueològiques i va alterar l'aparença de les Tres Gorges, ja que el nivell de l'aigua va pujar a més de 91 metres. Els objectes amb rellevància cultural i històrica que es van poder recuperar es van traslladar a zones més altes a mesura que s'anaven descobrint, però les inundacions inevitablement van cobrir les que no s'havien recuperat. Alguns dels que foren localitzats no es van poder traslladar a causa de la seva ubicació, mida o disseny. Un exemple significatiu és la zona de taüts penjants a la Gorga de Shen Nong que és part dels penya-segats.

### Seguretat nacional
Taiwan va fer servir la destrucció de la presa com una política de dissuasió per defensar-se de la Xina, segons va informar el Departament de Defensa dels Estats Units. En concret, va indicar que “els proponents d'atacs contra el continent semblen esperar que la mera presentació d'amenaces creïbles contra la població urbana de la Xina continental o objectius d'alt valor, com la presa de les Tres Gorges, dissuadiria la coacció militar xinesa.”
La informació segons la qual les forces militars a Taiwan planejaven destruir la presa va provocar una irada resposta dels mitjans de comunicació de la Xina continental. El General de l'Exèrcit Popular d'Alliberament Liu Yuan va declarar al China Youth Daily que la República Popular de la Xina estaria "seriosament en guàrdia contra les amenaces de terroristes independentistes de Taiwan."

### Integritat estructural
Dies després que s'omplís l'embassament per primera vegada es van observar unes 80 esquerdes en l'estructura de la presa. Per altra banda, l'estructura de les comportes abocadores d'aigua submergides podrien suposar un risc de cavitació similar al que va danyar severament els abocadors d'aigua mal dissenyats i que van afectar la presa de Glen Canyon, a l'estat estatunidenc d'Arizona, que no van poder suportar les inundacions del riu Colorado del 1983. No obstant això, les 163.000 unitats de formigó de la presa de les Tres Gorges van passar les proves de qualitat i la deformació estava dins dels límits previstos. Un grup d'experts va concloure que el projecte en el seu conjunt es mereixia rebre una qualificació de bona qualitat.

### Desplaçats i sense casa
La presa de les Tres Gorges va forçar el desplaçament d'1,24 milions de persones fins al juny de 2008. De les dotze ciutats que han quedat submergides, les darreres ha estat Gaoyang, a la província de Hubei, on vivien al voltant de l'1,5% dels 60,3 milions d'habitants de la província, i el terme municipal de Txungking que tenia 31,44 milions de persones. Al voltant de 140.000 residents van ser reubicats en altres províncies. Almenys 10,2 milions de persones han perdut casa seva per la construcció de preses a tota la Xina des del 1949. El principal inconvenient per a molts dels desplaçats de les Tres Gorges és la pèrdua de la seva font d'ingressos: els terrenys de conreu. Un 35% dels recol·locats són agricultors sense terra. A les zones més altes de les Tres Gorges, on s'ha desplaçat la majoria de població, el conreu es fa més difícil perquè el relleu és muntanyós i la qualitat del sòl és dolenta.
A més, des de la presa fins al final de l'embassament, la riba del Iang-Tsé és una mena d'entramat d'estacades de ciment que cobreixen la base de les zones amb risc alt d'erosió del sòl. Les esllavissades són conseqüència de la creixent pressió de la massa d'aigua, la desforestació que pateix el riu des de fa segles i l'efecte de la construcció de noves ciutats sobre un terreny ja de per si inestable. Amb aquestes condicions, el govern central ha informat que cal reubicar quatre milions de persones més per la manca d'espai. El desplaçament de la població es va completar el 22 de juliol de 2008. Alguns informes del 2007 indicaven que el terme municipal de Txungking farà que quatre milions de persones més decideixin allunyar-se de la presa de la zona urbana de Txungking fins al 2020.
No obstant això, el govern municipal defensa que el trasllat es deu a la urbanització, i no a la presa, i les persones involucrades també són d'altres zones del municipi.
S'afirma que els fons per a la reubicació de 13.000 agricultors de tot Gaoyang van desaparèixer després de ser enviats als governs locals, deixant als residents sense compensació. En total, l'obra deixa sota el nivell de les aigües 12 ciutats i 326 pobles, una superfície de 630 km² de territori xinès, afectant un total d'1,24 milions de persones.

### Contaminació i navegabilitat
A Wuhan (província de Hubei), una ciutat de set milions d'habitants situada a 350 quilòmetres passada la presa, el 2009 el nivell de l'aigua del riu fou el més baix dels últims 140 anys, malgrat que havia estat un hivern de fortes precipitacions. La raó principal fou l'esforç per omplir ràpidament l'embassament de les Tres Gorges i l'augment del consum urbà. El Iang-Tsé circulava 15 metres per sota del nivell que tenia l'any passat per les mateixes dates. La situació era tal que el clavegueram desembocava al riu a la vista de tothom. A més, la preocupació per l'estat del riu no era només exclusiva de la Xina: universitats del Japó van presentar proves que l'embassament estava alterant els corrents marins i l'ecosistema del mar de la Xina, on desemboca.

## Preses d'aigües amunt

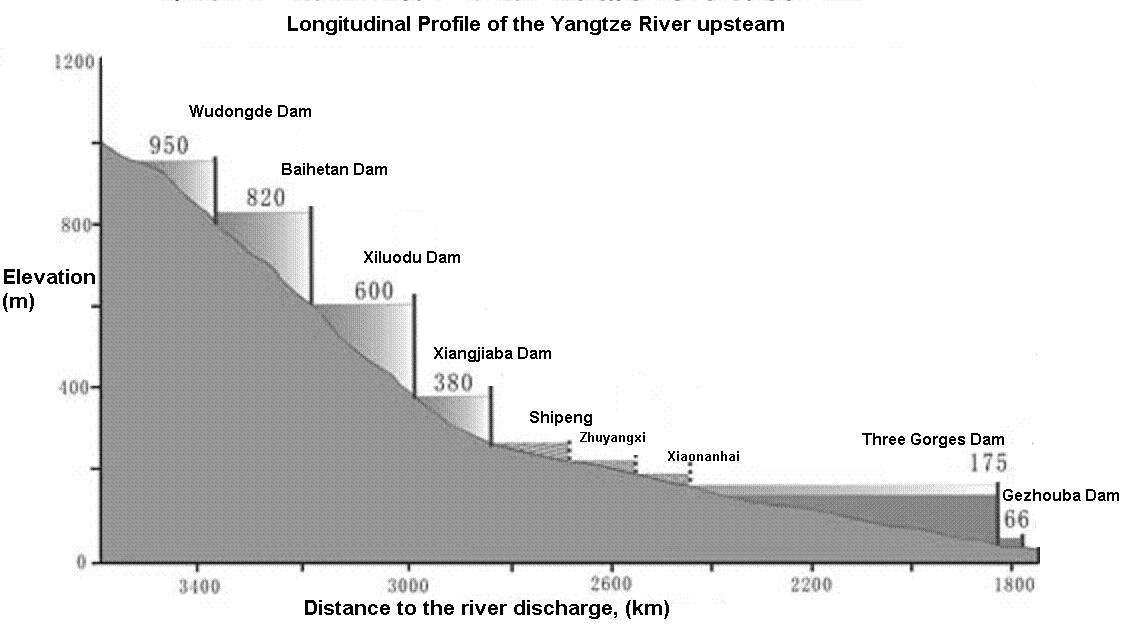
Perfil longitudinal d'aigües amunt del riu Iang-Tsé

Les autoritats volen construir una sèrie de preses aigües avall de Jinsha per tal de maximitzar la utilitat de les Tres Gorges i reduir la sedimentació del riu Jinsha, aigües amunt del riu Iang-Tsé abans d'arribar a Yibin (Sichuan). Entre aquestes noves preses projectades hi ha la presa de Wudongde, la presa de Baihetan, la presa de Xiluodu i la presa de Xiangjiaba. La capacitat total de les quatre preses és de 38.500 MW, gairebé el doble de la capacitat de les Tres Gorges. Xiluodu i Xiangjiaba estan en construcció, mentre que Baihetan s'està preparant per a la construcció i a Wudongde li falta l'aprovació del govern. Vuit preses més són al mig del corrent del Jinshan i vuit més aigües amunt.